# アサツキ
アサツキ（浅葱・浅月、学名: Allium schoenoprasum var. foliosum）は、ヒガンバナ科ネギ属の球根性多年草。エゾネギを分類上の基本種とする変種。
ネギよりも色が薄く、ラッキョウのような鱗茎を持ち、食用とされるネギ類の中では最も細い葉を持つ。別名はイトネギ、センブキ、センボンネギ、センボンワケギ、ヒメエゾネギ。野草であり、山野で自生が見られる。葉や鱗茎を食用とするため、栽培される。

## 名称
和名アサツキ（浅葱）の語源は、ネギ（葱）に対して色が薄い（浅い）ことから、「浅い葱（き）」に由来する。ネギよりも細い形から、イトネギ（糸葱）、センボンワケギ（千本分葱）の別名も生まれており、センボンネギ、センブキの別名もある。地方によりアサヅキ、アサドキ、ウシッビル、ウシッピロ、ウシロッピ、キモト、ハナマガリ、ヒル、ヒロコなどともよばれている。
種小名（種形容語）schoenoprasum は、「イネのようなネギの」の、変種名 foliosumは、「葉の多い」の意味。
アサツキにまつわる言葉もあり、色の和名で浅葱色は淡い緑色を指し、『平家物語』で登場する「浅葱」という人名は、アサツキから名付けられたという説がある。

## 分布と生育環境
中国原産。基本種エゾネギの変種で、日本やシベリアなど北半球の温帯から寒帯にかけて広く分布し、日本では北海道、本州、四国に分布する。
野生のものは、日当たりの良い山裾、海岸近く、土手、山野の草原、畦、道端に群生し、また畑でも栽培が行われている。平地から山地まで、人家のあるところに自生する性質を持っている。日本での栽培は、千葉県・埼玉県・山形県などで多い。

## 特徴
多年生の草本。地下にラッキョウ型の鱗茎があるのが特徴である。地下の鱗茎は1 - 3個でき、狭卵形で、長さ15 - 25ミリメートル (mm) になり、紅紫色の外皮に包まれる。
早春に細いネギのような葉を出して、草丈は約30 - 50センチメートル (cm) になり、根元に近い基部でよく枝分かれする。花茎は葉叢の中央から出て、細い円柱形で直立し、高さ30 - 50 cmになり、淡緑色であるが下部は紫色を帯び、基部は葉鞘に包まれる。1 - 3個の葉があり、やわらかくて細い円筒形で中空、長さは花茎より短く15 - 40 cmになり、径は3 - 5 mmになり、下部は紫色を帯びる。
花期は初夏から夏（5 - 7月）で、花茎を伸ばした先に、淡紅紫色の小さな花を半球状に集めて咲かせる。花は散形花序に多数つき、はじめの蕾時に、その基部に膜質で紫色を帯びた総苞に包まれており、総苞は卵形となって先端は尾状にとがる（ネギ坊主形）。花被片は離生し、外花被片が3個、内花被片が3個の計6個があり、淡紅紫色になり、披針形または広披針形で長さ9 - 12 mmになり先端は鋭くとがる。雄蕊は6個で、葯は淡紫色、花糸の長さはふつう花被片より短く、その半分から3分の2の長さ、ときに同長となり、変種では花被片より長くなるものがある。花糸の基部には歯牙が無い。子房は上位で3室、各室に数個の胚珠があり、その上に花柱1個がある。果実は蒴果で胞背裂開し、種子は黒色になる。
花が終わる7月ごろから、地上部の葉は白く枯れる。宿根草で、夏と冬は鱗茎と根は残るが、地上部は枯れて休眠状態になる。

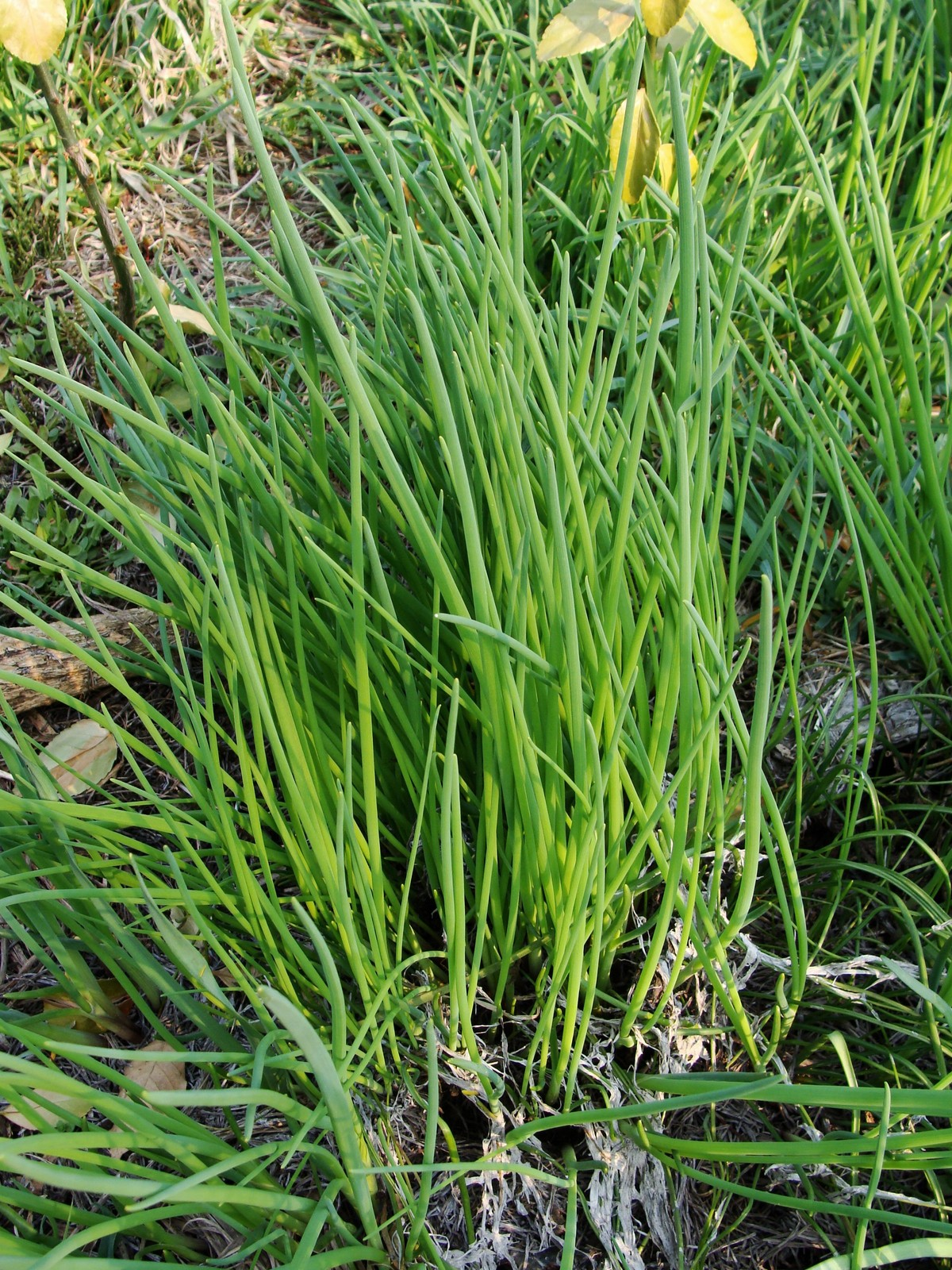
アサツキの葉
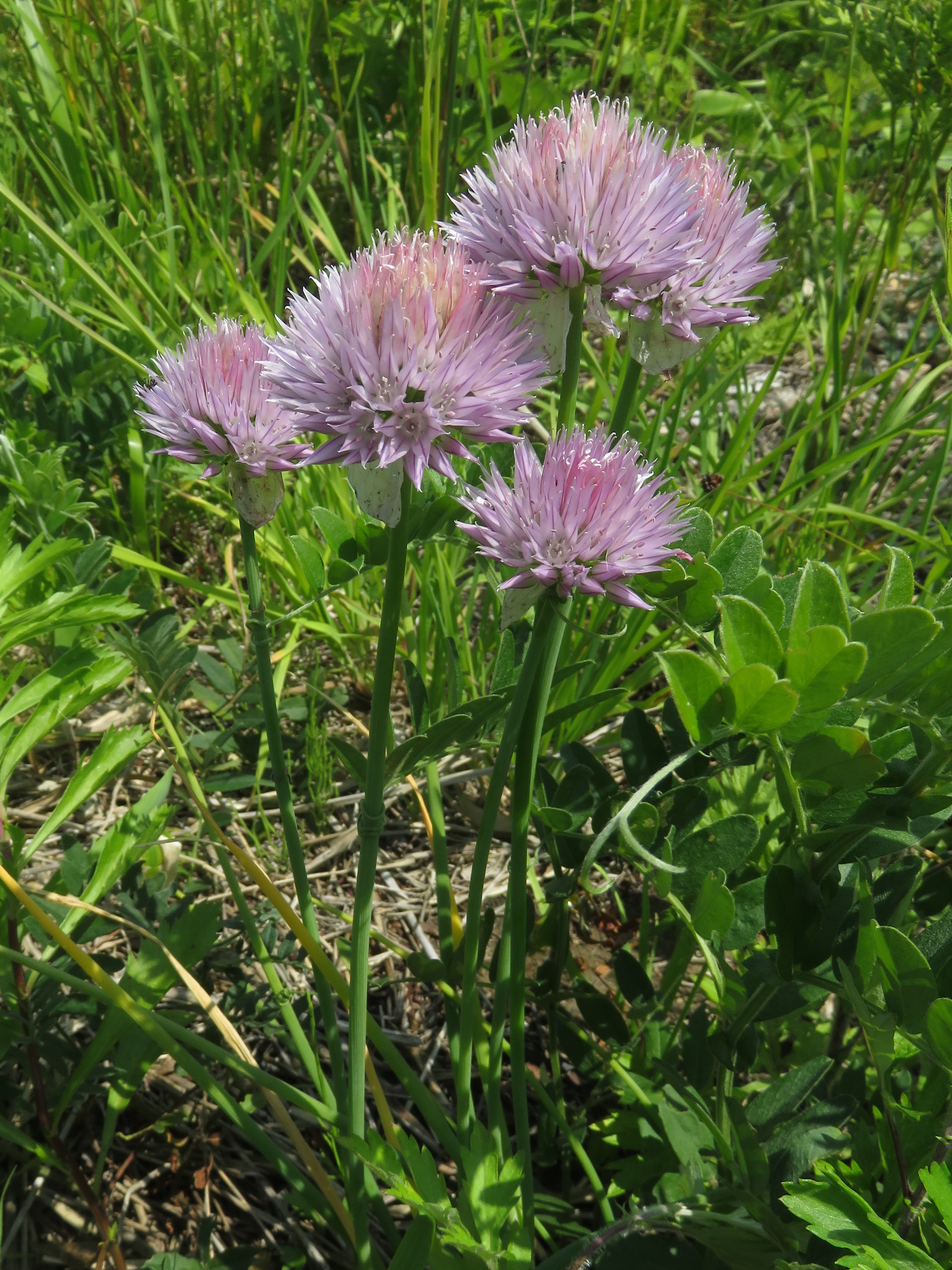
アサツキの花、種差海岸 （青森県八戸市）

## 野菜
アサツキは、野菜として栽培されており、冬から春のもので早ければ12月に若い葉と鱗茎を収穫する。若芽を「ひろっこ」という。日本では古くから栄養価の高い強壮食品として利用されてきたネギ類の一種で、平安時代にはすでに食されていたと見られる。一か所に群生するため、野生の菜としては採取しやすい。
似たものにハーブのチャイブがあり、アサツキはチャイブを分類上の基本種とした変種である。ワケギやワケネギとも異なる。チャイブと比べると草丈が低く鱗茎があり、また味覚はチャイブのような青臭さは少ないが、やや辛味がある。数年を経過した球根からは直径が5 mmを超える葉が出る事もある。
アサツキは野菜の中でも、たんぱく質、ビタミン類が多く含まれており、特に若葉にはカロテンが豊富で、栄養価が高いと評されている。鱗茎や葉にはペントース、マンナン、カロテンなどの成分が含まれる。カロテンはヒトの身体に吸収されるとビタミンAに変化する栄養素で、食用油に溶けているカロテンは約95%は吸収されるが、野菜の成分としては20 - 50%が吸収されるだけである。したがって、食用油を使って調理すると効率よく吸収できる。

### 食材
鱗茎、若葉、花蕾を食用にする。鱗茎や葉の食材としての旬は花が咲く前の3 - 4月ごろ、寒冷地では4 - 5月ごろとされ、この時期に採取される。主に使われるのは葉茎の部分で、皮を剥いてよく洗うだけで、すぐ調理できる。
鱗茎は酢味噌をつけてそのまま食べ、同属のノビルによく似た味でピリッと辛く酒の肴になる。若葉の利用法は通常のねぎと同様で、軽く茹でておひたし、酢味噌和え、サラダ、卵とじに、刻んで汁の実や鍋物、かき揚げ、卵とじに調理される。日本料理では薬味としても欠かさない。
初夏に咲く花や蕾を摘んで食用にすることもでき、軽くゆがいておひたし、和え物、酢の物、生で天ぷら、油炒めに向いている。花は咲き始めを生食にできる。
香味はワケギやラッキョウによく似ているが、辛味感はアサツキのほうがやや強い。この辛味成分は硫化アリルに由来するため、煮込むことによって消失する。消化促進、食欲増進、滋養保健には生で食べて、ビタミンA補給には食用油で調理した方が良い。

### 薬効
民間療法では、傷薬として生葉を揉み潰したものを患部に貼り付けると、葉に含まれる酵素の働きで揮発性硫黄化合物が精製され、抗菌作用により止血に役立つといわれている。また、生葉10 - 20グラムほどを細かく刻んで、大きめの茶碗に入れて湯を注いで温かくして飲んだり、普通に食べたりすることで、寒気がある風邪にも効果があるとされる。
かつて、アサツキはデザイナーフーズ計画のピラミッドで3群に属しており、3群の中でも、ハッカ、オレガノ、タイム、キュウリと共に3群の中位に属するが、癌予防効果のある食材であると位置づけられていた。

## 栽培
日当たりと排水性がよい砂質土壌を好む性質で、繁殖は種蒔か球根（鱗茎）の植え付けによって行う。輪作年限は1 - 2年。種蒔きは春蒔き（4 - 5月）と秋蒔き（9 - 10月）の場合があり、球根での植え付けの場合は晩夏から初秋（8月中旬から9月中旬）が適期である。元来は野生のものであるが、日本では栽培品種もあり、種のほか苗も購入して栽培することもできる。早生種は夏に種球を植え付け、中秋から葉を収穫する。晩生種は晩夏に種球を植え付け、年末ごろか早春のころに葉を収穫する。種球は、植え付けから2週間ほどで、草丈15 cmほどに生長し、葉が20 cmくらいになったところを収穫する。
秋蒔きの場合は9月ごろに種子を蒔くが、一般には同じ頃に鱗茎を分けて深さ約15 cmに1球ずつ植え付ける。株間には藁を敷いて地面の乾燥を防ぐ。秋には葉を伸ばして生育するが、寒冷・積雪などで葉は一旦枯れた状態で冬を越したあと、春に新しい鱗茎から活動をはじめて4月には葉を伸ばし、6月上旬ごろに開花して、7月に結実する。種子はあまり採ることはできないが、葉は枯れて鱗茎が休眠状態になり、8月下旬ごろに発芽を始める。花後の休眠期に、種球を掘り起こして乾燥させて保存しておくと、2年目からの植え付けに収穫した種球を利用できる。食用にするときは、3 - 4月に収穫する。
春蒔きの場合は、秋から翌年春までが収穫期となるが、夏場は病害虫に注意を要する。初夏に鱗茎を掘り上げて乾燥させて、痛まないように保存し、秋になってから再び鱗茎を植え付けてやると増やすことができる。

### 混植
チャイブと同様にコンパニオンプランツ（共栄植物）として利用する事が出来る。
- バラ：黒点病、黒斑病、黒星病の予防
- トマト、ナス：アブラムシ回避
- ニンジン：土壌の殺菌

## 基本種、変種
- エゾネギ（蝦夷葱） Allium schoenoprasum L. var. schoenoprasum - 分類上の基本種。花被片の長さが15mm内外と大型になる。本州北部、北海道、シベリア、ヨーロッパに分布する[6]。
- ヒメエゾネギ（姫蝦夷葱） Allium schoenoprasum L. var. yezomonticola H.Hara[18] - 変種。花茎の高さは10-20cmと低く、花被片の長さが6-8mmと小型になる。雄蕊は花被片より短い。北海道アポイ岳の特産[6]。
- シブツアサツキ（至仏浅葱） Allium schoenoprasum L. var. shibutuense Kitam. - 変種。葉が細く径1.5-3mmになる。花被片の長さが約6.5mmと小型。雄蕊は花被片と同じ長さかわずかに長い。至仏山と谷川岳の特産[6]。準絶滅危惧(NT)（2015年、環境省）。
- シロウマアサツキ（白馬浅葱） Allium schoenoprasum L. var. orientale Regel[19] - 変種。葉が太く径4-5mmになる。花被片の長さは6-8mmと小型。雄蕊は花被片と同じ長さかわずかに長い。北海道、本州（中部地方以北・近畿地方北部・隠岐諸島）、サハリン、朝鮮半島、シベリア東部に分布する[6]。
- イズアサツキ（伊豆浅葱） Allium schoenoprasum L. var. idzuense (H.Hara) H.Hara - 変種。花茎は葉束の中央からではなく、横に離れて出ることがあり、花被片は長さ7-9mm、幅3-3.5mm、白色から淡紅紫色で、花被片の先端が短くとがる。伊豆半島の南部海岸で発見された[6]。絶滅危惧IB類(EN)（2015年、環境省）。

- シロバナアサツキ、種差海岸
- エゾネギ
- シブツアサツキ、至仏山
（群馬県片品村）
- シロウマアサツキ、白馬岳
（長野県白馬村）